# Elektronisk krigsførelse
Elektronisk krigsførelse (forkortet EK eller fra engelsk EW - electronic warfare) foregår i det elektromagnetiske spektrum. Elektronisk 
krigsførelse omfatter elektronisk angreb, forsvar eller opklaring.

## Hvad er elektronisk krigsførelse

### Spejle og sendebude
Hannibals succes for Kartago mod Rom i den Anden puniske krig (3. årh. før Kristus) er et klassisk eksempel på, hvordan informationsoverlegenhed har givet talmæssigt underlegne styrker et afgørende forspring. Ved at placere observatører med spejle på bjergtoppe kunne de cartagensiske militære ledere i høj grad gives præcis information om de romerske styrkers placering, medens disse på den anden side i det store og hele var uvidende om placeringen af Hannibals styrker.

### Moderne krigsførelse
Det er en kendsgerning, at moderne krigsførelse i væsentlig grad er afhængig af elektronisk udstyr. Elektronikken spiller en større og større rolle i forbindelse med føringen af militære enheder.
Elektronikken anvendes bl.a. i signaltjenesten til formidling af kommunikation mellem enheder på alle niveauer. Det er givet at signaltjenestens effektivitet og hurtighed, er en afgørende faktor i forbindelse med føringen af enheder.
På grund af denne udstrakte anvendelse og stigende afhængighed af radioer m.m., udfoldes der mange bestræbelser på at forhindre, at en modstander får fuldt udbytte af sit elektroniske udstyr. Der gennemføres også en analyse af de oplysninger, der kan udledes af modstanderens brug af kommunikationsudstyr. Samtidig, da en potentiel fjende også vil have effektive EK-enheder/-midler, skal man forsøge at begrænse udstrålingen fra egne radioer og dermed den mulige fjendtlige udnyttelse.
Det er disse bestræbelser der benævnes elektronisk krigsførelse.

## EK er kampstøtte
Elektronisk krigsførelse er en kampstøttefunktion på linje med et forsvars andre kampstøttefunktioner, såsom artilleri- og ingeniørstøtte, og omfatter såvel en offensiv som en defensiv side. Den offensive side omfatter elektronisk angreb og elektronisk opklaring, den defensive, elektronisk forsvar.
Når der tales om elektronisk krigsførelse benyttes der generelt tre engelske hovedbetegnelser:
- ES: Electronic warfare suppor (elektronisk opklaring)
- EA: Electronic attack (elektronisk angreb)
- EP: Electronic Protection (modforholdsregler mod EA)

Det lyder lidt teoretisk, men grundlæggende kan man sige, at det går ud på at finde og lytte på fjendens frekvenser, finde ud af hvem han er, og hvor han er – og så forsøge at forhindre, at han gør det samme.

## Elektronisk opklaring (ES)
Formålet med den elektroniske opklaring er, som almindelig opklaring, at skaffe oplysninger om fjenden og afgive melding herom. Forskellen ligger i måden, hvorpå dette gøres.
De oplysninger man indhenter, f.eks. oplysninger om sendeudstyr og dermed enheders placering og sammensætning, vil være af værdi for de taktiske beslutningstagere.
Det man forsøger at finde frem til er en potentiel fjendes Order of Battle", det vil sige hvordan fjenden er organiseret, enhedernes placering og eventuelt deres opgave – således der kan træffes modforanstaltninger. Det område, der opklares imod, strækker sig en vis dybde ind i det af fjenden beherskede område, alt efter hvilken opgave, der er stillet, terrænet og egne enheders opstilling.

## Elektronisk angreb (EA)
EA opdeles i tre undergrupper.
- Elektronisk jamming
- Elektronisk vildledning
- Elektronisk neutralisation

### Elektronisk jamming
Jamming er en metode, hvor man ved hjælp af en meget kraftig radiosender ”overdøver” et andet radiosignal sådan, at modtagestationen kun kan høre jammeren og ikke den radiostation, der prøver at sende et signal.
Et eksempel på dette kan være en bilradio (ikke udstyret med RDS) - to stationer sender på næsten samme frekvens og det der kommer ud af højtalerene er afhængigt af hvilken radiosender der har det stærkeste signal.
Hvilke frekvens, der skal jammes vil blive befalet ud fra analyse af det som indhentningsstationerne har opfanget og placeringen af radiostationerne vil være fastlagt af pejlestationerne.
Bemærk, at jammingen går ikke ud over det signal, som bliver sendt af en fjendtlig station, men derimod det signal, der bliver modtaget af modtagestationerne. Dette betyder at sendestationen ikke nødvendigvis kan ikke høre, at der bliver jammet og dette kan give megen stor forvirring på et radionet, hvilket lige præcis er meningen med jammingen.

### Skinudsendelse
Skinudsendelse, er en metode, der kræver meget lang forberedelse. Normalt foregår det ved, at egene styrkers korrespondance bliver optaget på bånd, for senere at blive afspillet igen – evt. i redigeret form. Af nylige eksempler på skinudsendelse, hvor skinudsendelse har været brugt kan nævnes Golfkrigen, hvor englænderne under de indledende øvelser før selve krigen optog egen signaltrafik fra British 1st Armoured Division.
Denne signaltrafik blev herefter afspillet på fuld styrke fra øvelsesområderne på østkysten, alt i mens British 1st Armoured Division flyttede til deres angrebsområde ca. 300 km længere mod vest – under radiotavshed.

### Elektronisk infiltration
Den vanskeligste og mest krævende form for vildledning er infiltration på et fjendtligt radionet. Der er et væld af betingelser, der skal være opfyldt før noget sådant bliver iværksat.
- Man skal kunne tale fjendens sprog flydende, evt. med accenter.
- Man skal have meget nøje kendskab til fjendens radioprocedurer og eventuelle kodesystemer.

Infiltration vil ofte kun blive iværksat, hvis det vurderes, at der ikke kan "hentes" mere brugbar information fra nettet ved at lytte på det.

### Elektronisk neutralisation
Dette er en ny ting, der er blevet placeret under elektronisk krigsførelse. Tidligere når man hørte om elektronisk neutralisation, var der tale om Elektromagnetisk puls (EMP) – et biprodukt ved en kernespaltning (Kernevåben).
Nu er det dog muligt at producere "rene" EMP-bomber – uden der behøves en atombombe. Derved er det muligt, ved at detonere en sådan bombe, f.eks. over et fjendtligt hovedkvarter, at ødelægge de elektriske kredsløb indeni fjendens radioer.
Elektronisk neutralisation kan også ske ved f.eks. at ødelægge mobiltelefonmaster, radaranlæg, telefoncentraler eller lignende anlæg, der bruges til kommunikation eller overvågning.

## RAF's bombninger afNazityskland
Efter at have bombet Tyskland om dagen under store tab, besluttede RAF's Bomber Command at bombe om natten. Om natten er bombeflyene svære at ramme, til gengæld vil navigation blive mere end svært hvis fjenden har mørklægning. En radar kan bruges i mørke og i tåge.
I 1938 indførte Tyskland et jordbaseret flyvarslings-radarsystem kaldet FREYA som en del af Kammhüberforsvarslinien. Det havde en rækkevidde på 120 km og brugte 125 MHz radar. Efter erobringerne i 1940 udvidede de antallet af FREYA-stationer.
Til supplement af FREYA, kom i 1940 systemet WÜRZBURG der brugte 560 MHz. WÜRZBURG var mere præcis end FREYA, men havde kun en rækkevidde på 40 km.
I foråret 1942 fløj de første tyske natjagere med LICHTENSTEIN flybaserede målsøgningsradarer på 490 MHz. LICHTENSTEINs rækkevidde var kun 7–8 km, så natjagerne skulle dirigeres af Freya jordstationer.
2.marts 1942 fløj de første RAF-bombefly med BOOZER, der var passive radarantenner der advarede besætningen mod radarbelysning. Problemet for Bomber Command var at nedskudte bombefly gav tyskerne indsigt i RAF's udstyr. Nedskudte tyske natjagere faldt på eget territorium og kunne ikke studeres af RAF.
I sommeren 1942 opstillede Storbritannien to kraftige radiomaster i England. Bombeflyene kunne ved at måle signalerne finde afstanden til Dover og ledes via en cirkelbue mod målet. Systemet hed OBOE.
Tyskerne udsendte radiosignaler der overdøvede OBOE og sendte bombeflyene for langt mod øst. Et andet trick var at ligge på lur langs cirkelbuen med natjagere.
I december 1942 udrustede Bomber Command 10% af flyene med enten TINSEL, der udsendte motorstøj på natjagernes radiofrekvenser, eller MANDREL der jammede de tyske Freya-stationer. Disse fly kunne let pejles og havde yderst korte levetider. TINSEL og MANDREL virkede automatisk og besætningerne fik aldrig at vide, hvad de nye antenner skulle gøre godt for.
30. januar 1943 udrustede RAF sine firemotorede bombefly med H2S terrænaftegnende 10 cm-radarer. Navnet H2S stod for Home Sweet Home; navne på elektronisk grej skulle helst sløre formålet. Huse med hårde mursten og kanter er gode radarreflektorer mens landbrugsjord og skove opsuger og/eller spreder radarbølgerne. Vand er en mellemting og ved hjælp af H2S kunne navigatøren orientere sig ved hjælp af floder og bebyggede områder. Bomber Command kunne nu bombe de tyske byer i stedet for marker og køer.
Fra d. 2. marts 1943 fik bombeflyene MONICA-jagervarslingsradarer i halen. MONICA kunne opdage tyske natjagere op til 1.000 m væk i 45° omkring den farlige klokken-6-position.
Tyskerne lærte om MONICA og H2S fra britiske flyvrag og i marts 1943 installeredes det passive KORFU-system, der kunne pejle H2S-radarer, på natjagerne og i foråret 1944 kunne et andet passivt system, FLENSBURG, lede natjagerne mod MONICA-udrustede bombefly fra 200 km afstand.
En tysk Ju88-natjagerbesætning afhoppede d. 9. maj 1943 til England med en LICHTENSTEIN-udrustet natjager og senere i 1943 kunne britiske Mosquito-natjagere pejle sig ind på de tyske natjagere med SERRATE.
Både briterne og tyskerne vidste at en masse sølvfolie kastet ud fra fly, ville dække over rigtige fly på en radarskærm. Man troede ikke at fjenden vidste det og var bange for at de ville lære tricket efter ens første angreb og holdt igen med det. Tyskerne kaldte det for Düppel og briterne Window. Under Operation Gomorrah mod Hamburg, natten til d. 25. juli 1943, nedkastede RAF window i større mængder. 
På grund af jamming og window indførte tyskerne i sommeren 1944 JAGDSCHLOSS, en jordbaseret flyvarslingsradar 120-158 MHz. Den variable frekvens gjorde den mere modstandsdygtig. Samtidigt opstilledes EGERLAND radarer til styring af Flak.

## Slaget om Atlanten
RAF Coastal Command havde fra 1937 installeret ASV i udvalgte fly. ASV stod for Airborne Search for surface Vessels og var en 200 MHz-radar mod skibe og uddykkede ubåde. ASV var ret omfangsrigt og blev i første halvdel af 2. verdenskrig kun brugt af store fly. ASV kunne opdage et skib på 80 kilometers afstand og et periskop på 6 km.
I sommeren 1942 fik de tyske ubåde METOX, der var et passivt ASV-advarselssystem. Nu kunne de nå at dykke længe før flyet dukkede op.
Bomber Command lånte fly af Coastal Command til de store 1.000-flys bombardementer. Derfor blev nogle af Bomber Commands H2S-udrustede fly tilbagelånt til ubådsjagt. De tyske METOX-udrustede ubåde blev derved taget på sengen og først i august 1943 fik de NAXOS-U, der advarede mod H2S.

## Vietnamkrigen
Under Vietnamkrigen opstillede Nordvietnam sovjetiske jord til luft-missiler af typen SA-2 Guideline. Systemet var ret kompliceret; en jordradar låste sig fast på det fjendtlige fly, missilet blev affyret, en anden jordradar låste sig fast på missilet. En jordbaseret ildledelses-'computer' beregnede, ud fra oplysninger fra de to radarer, hvordan missilet skulle manøvrere for at ramme flyet. Disse oplysninger blev via en tredje parabolantenne sendt til missilets autopilot.
I 1965 blev det første amerikanske fly skudt ned og året efter havde USA udviklet et særligt antiradarmissil, AGM-45 Shrike, der kunne låse sig på en radarudsendelse. USAF etablerede Wild Weasel-eskadriller der var to-sædede kampfly (pilot og radaroperatør), der med sig selv som madding, skulle nedkæmpe de nordvietnamesiske luftværnsmissilradarer. Andre fly fik monteret jammere og hvis bare én af de tre antenner ikke virker, vil SA-2 svigte.
I 1968 var amerikanernes elektroniske krigsførelse så effektiv at det krævede 30 missiler at nedskyde et fly. Nordvietnams svar var at affyre adskillige ustyrede SA-2 op i mængden af amerikanske B-52 bombefly og da B-52 er et kæmpestort fly og SA-2 på størrelse med en telefonpæl havde de en smule succes.

## Falklandskrigen
Royal Navy havde udrustet sine krigsskibe med Corvus chaff-mortérer der automatisk udskød chaff i forskellige retninger, under et missilangreb. Dette forvirrede Exocet-missiler til at angribe skyen af chaff, frem for skibet. HMS Sheffield havde et satellitlink, der forstyrrede missilforsvarssystemet. Når skibet kommunikerede var chaff-mortérerne slået fra og et exocet-missil ramte skibet da det kommunikerede.
Containerskibet Atlantic Conveyor var ikke udrustet med chaff-mortérer og blev ramt af et eller to exocet-missiler.
Under falklandskrigen udspredtes der rygter om at britiske helikoptere blev brugt til at aflede exocetmissilerne. Dette skyldtes bevidst vildledning, misforstået heltedannelse o.lign. 

## Irak
I irakkrigen udløses improviserede sprængladninger oftest af mobiltelefoner og garageportsfjernbetjeninger. Mange militære køretøjer har derfor støjsendere om bord, der i et omfang desværre kan forstyrre luftfarten.